# Six Jours de Washington
Les Six Jours de Washington sont une course cycliste de six jours disputée à Washington, aux États-Unis, au Riverside Stadium. Deux éditions ont lieu en 1940 et 1948.

## Palmarès
| Année | Vainqueur                                 | Deuxième                  | Troisième                       |
| ----- | ----------------------------------------- | ------------------------- | ------------------------------- |
| 1940  | Cesare Moretti Jr. William "Torchy" Peden | Jules Audy Heinz Vöpel    | Archie Bollaert Charly Yaccino  |
| 1948  | Emile Bruneau Arne Werner Pedersen        | Ben Remkes Chris Van Gent | Howard Rupprecht George Shipman |